# 테슬라이
테슬라이(Teslay)는 대한민국의 웹 기반 정보 콘텐츠 사이트로, 정책, 복지, 금융, 경제 등의 생활 밀착형 주제를 중심으로 온라인 콘텐츠를 발행하고 있다. 2024년부터 운영을 시작하였으며, 공공기관 정책 발표나 제도 변경에 기반한 정리형 정보 콘텐츠를 주요 콘텐츠 유형으로 삼고 있다.

## 개요
테슬라이는 청년 및 일반 시민 대상의 복지 정책 안내, 정부 지원금 제도, 선거 정보, 금융 관련 절차 등 실생활과 밀접한 분야의 정보를 정리하여 온라인으로 제공한다. 대표적인 콘텐츠 주제로는 부모급여, 첫만남이용권, 청년내일저축계좌 등이 있다.
콘텐츠 발행은 시의성 있는 공공 정보 이슈에 따라 간헐적으로 이루어지며, 해설형 구조로 제공되는 점이 특징이다. 정보 출처는 정부 기관 공식 발표 및 보도자료, 관련 법령 등의 내용을 바탕으로 정리된다.

## 운영 정보
- 명칭: 테슬라이 (Teslay)
- 설립 시기: 2024년
- 형태: 웹사이트 기반 정보 콘텐츠 제공
- 언어: 한국어
- 사이트: https://teslay.kr
- 운영 상태: 운영 중